# Kiomary Ortiz
Kiomary Ortiz (17 de marzo de 1974) es una deportista puertorriqueña que compitió en taekwondo. Ganó una medalla de oro en el Campeonato Panamericano de Taekwondo de 1990 en la categoría de –43 kg.

## Palmarés internacional
| Campeonato Panamericano | Campeonato Panamericano | Campeonato Panamericano | Campeonato Panamericano |
| Año                     | Lugar                   | Medalla                 | Categoría               |
| ----------------------- | ----------------------- | ----------------------- | ----------------------- |
| 1990                    | Bayamón (Puerto Rico)   | Medalla de oro          | –43 kg                  |